# Euoplos victoriensis
Euoplos victoriensis là một loài nhện trong họ Idiopidae.
Loài này thuộc chi Euoplos. Euoplos victoriensis được Barbara York Main miêu tả năm 1995.